# Kurowice (województwo dolnośląskie)
Kurowice (niem. Gusteutschel) – wieś w Polsce położona w województwie dolnośląskim, w powiecie głogowskim, w gminie Jerzmanowa.

## Nazwa
W roku 1936 hitlerowskie władze zmieniły nazwę wsi na Hahnenfeld.

## Podział administracyjny
W latach 1975–1998 miejscowość położona była w województwie legnickim.

## Zabytki
Do wojewódzkiego rejestru zabytków wpisane są obiekty:
- kaplica pw. Podwyższenia Krzyża Świętego, z 1912 r.
- stajnia folwarczna, z pierwszej poł. XIX w.
- obora, z poł. XIX w.
- dom nr 12 (d. nr 22), z 1836 r.
- dom nr 17 (d. nr 18), z 1833 r.